# Arqueologia de Ibo-Ucu
A arqueologia de Ibo-Ucu (Igbo-Ukwu) revelou artefatos de bronze datados do século IX que inicialmente foram descobertos em 1939 por Isiah Anozie ao escavar um poço no seu complexo em Ibo Ucu, uma vila ibo no estado de Anambra, Nigéria. Como resultado destes achados, três sítios arqueológicos foram escavados em 1959 e 1964 por Thurstan Shaw, que revelou mais de 700 artefatos de alta qualidade de cobre, bronze e ferro, bem como cerca de 165 000 contas de vidro, cornalina e pedra, cerâmica, têxteis e marfim. Eles são os mais antigos artefatos de bronze conhecidos na África Ocidental e foram fabricados séculos antes do surgimento de outros centros de produção de bronze conhecidos como os de
Ifé e Benim. Os bronzes incluem numerosos vasos rituais, pingentes, coroas, couraças, ornamentos do pessoal, espadas, e alças batedor de moscas.

## Impacto na história da arte
Os bronzes de Ibo-Ucu surpreenderam o mundo com um nível muito elevado de proficiência técnica e artística e sofisticação que era neste momento claramente mais avançada do que a fundição de bronze na Europa. Peter Garlake compara os bronzes de Ibo-Ucu "às joias as mais finas do rococó europeu ou de Carl Faberge," e William Buller Fagg afirma que eles foram criados com "um rococó estranho quase Faberge tipo de virtuosismo." Frank Willett diz que os bronzes de Ibo-Ucu retratam um padrão que é comparável ao estabelecido por Benvenuto Cellini quinhentos anos mais tarde na Europa. Denis Williams Chama-os "uma explosão requintada sem antecedente ou problema." Um dos objetos encontrados, uma panela de água colocada em uma malha de corda simulada é descrita por Hugh Honor e John Fleming como 
 Uma virtuosa moldagem, façanha de cera perdida (lost wax). Seu design elegante e detalhes refinados são acompanhados por um nível de realização técnica que é notavelmente mais avançada do que a fundição de bronze europeu deste período.
A alta proficiência técnica e a falta de protótipos conhecidos dos bronzes de Ibo-Ucu levaram à especulação inicial na comunidade acadêmica de que eles deveriam ter sido criados depois que o contato europeu e os viajantes fantasmas foram postulados. No entanto, pesquisa e análise de isótopos Estabeleceu que a origem dos metais é de origem local e a datação por rádio-carbono confirmou uma data do século IX, muito antes do primeiro contacto com a Europa. Os artefatos de Ibo-Ucu acabaram com as opiniões existentes nos círculos arqueológicos, até então colonial existentes, de que essas magníficas obras de arte e proficiência técnica só poderiam ter origem em áreas com contato com a Europa ou que não poderiam ser trabalhadas em uma sociedade acéfala ou igualitária como a do ibo. Algumas das contas de vidro e cornalina foram encontradas para ser produzidas na velha Cairo nas oficinas de Fostate, estabelecendo assim que havia contatos comerciais entre Ibo-Ucu e o antigo Egito. Os sítios arqueológicos que contêm fornos de fundição de ferro e escórias foram escavados datando de 2000BC em Lejja e 750BC em Opi, ambos na região de Nsukka, cerca de 100 quilômetros a leste de Ibo-Ucu.

## Descoberta
As primeiras descobertas foram feitas por Isiah Anozie ao cavar em seu complexo em 1939. Ele não estava ciente do significado dos objetos que ele tinha encontrado e deu alguns deles para amigos e vizinhos, bem como usar alguns dos navios para a água de suas cabras. J.O. Field, o oficial de distrito colonial britânico da área mais tarde soube dos achados e pôde comprar muitos deles, publicando o achado em um jornal antropológico. Mais tarde, ele entregou os artefatos para o departamento nigeriano da antiguidade. Curiosamente, o Sr. Field observou na época que 
Embora as pessoas Awka são conhecidas por terem feito um pouco de fundição de metal, é  praticamente certo que eles ibos nunca alcançaram o grau de habilidade necessária para modelar qualquer um dos objetos aqui descritos. (...) Os ibos não são trabalhadores de metal e, tanto quanto se sabe, nunca foram (...) é improvável que tenha sido enterrado por mais de um século no máximo.
 Pesquisas subsequentes foram para provar que ele estava errado. Vinte anos depois, em 1959 e novamente em 1964 Thurstan Shaw e sua equipe escavaram três locais ao redor da descoberta original para o departamento nigeriano de antiguidade e mais tarde para a Universidade de Ibadã.
As escavações arqueológicas revelaram centenas de vasos rituais de cobre e bronze, bem como espadas de ferro, cabeças de lanças de ferro, navalhas de ferro e outros artefatos datados de um milênio antes.

## Metalurgia

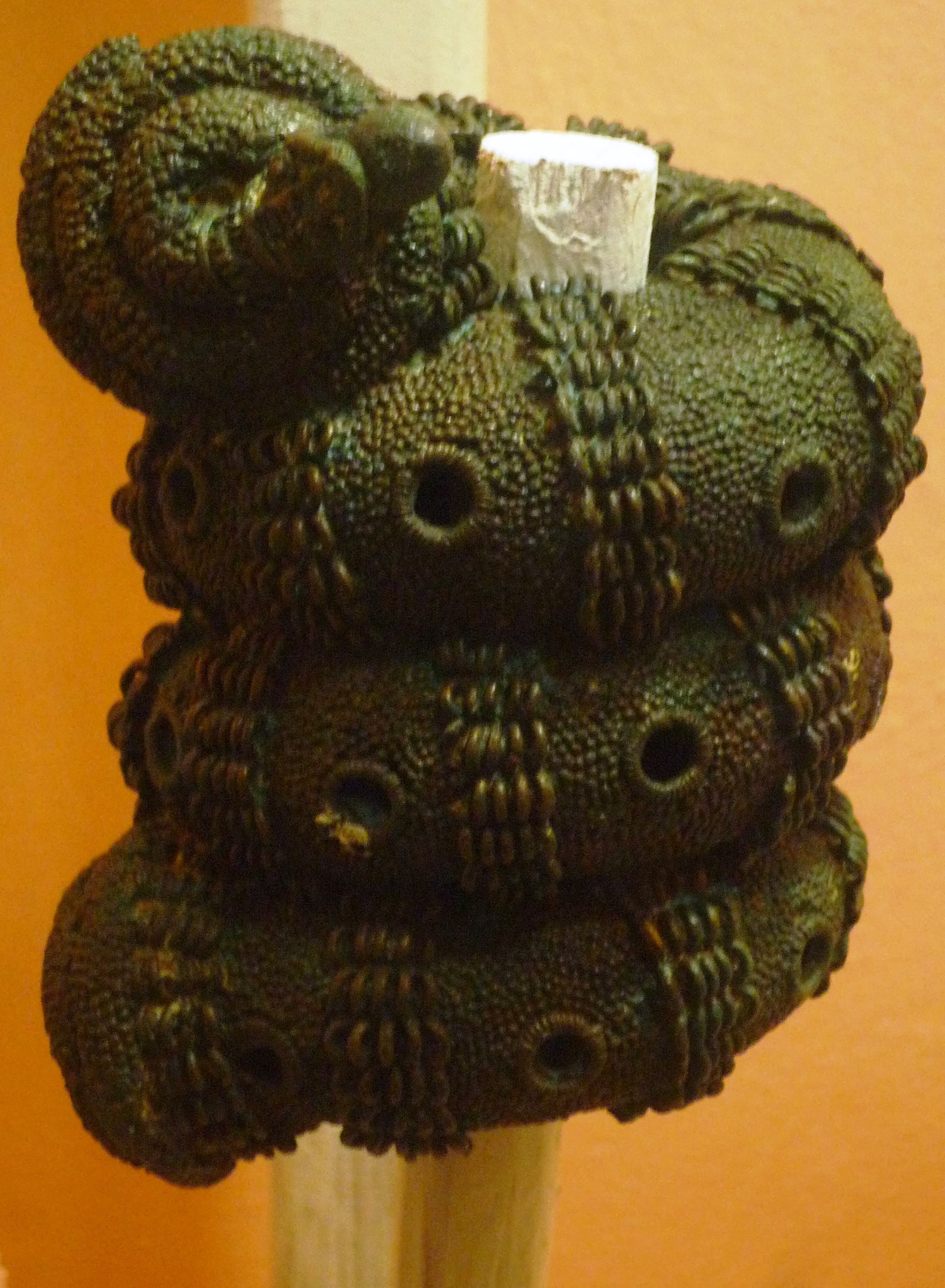
Cabeça ornamental de bromze da equipe, século IX, Ibo-Ucu

Aparentemente, os metalúrgicos da antiga Ibo-Ucu não estavam cientes de técnicas comumente usadas como a fabricação de fios, solda ou rebitagem, o que sugere um desenvolvimento independente e longo isolamento de sua tradição de trabalho do metal. É, portanto, desconcertante que eles foram capazes de criar objetos com detalhes de superfície tão finos que eles retratam, por exemplo pequenos insetos que parecem ter pousado na superfície. Embora estes parecem ter sido rebitadas ou soldadas nos artefatos, eles realmente estavam fundidos numa só peça. The Grove Encyclopedia of Materials and Techniques in Art descreve-os como sendo "entre os bronzes mais inventivos e tecnicamente realizados."
Embora o processo de fusão de cera perdida fosse usado para produzir os bronzes, o látex foi provavelmente usado em Ibo-Ucu em vez de cera de abelha, o que explicaria como os artistas foram capazes de produzir tais finos e Filigrana detalhe da superfície. Algumas das técnicas utilizadas pelos antigos ferreiros não são conhecidas por terem sido usadas fora de Ibo-Ucu, como a produção de objetos complexos em estágios com as diferentes partes posteriormente fixadas em conjunto por brasagem ou por fundição vinculando seções para se juntar a eles. No entanto, a complexidade de alguns dos objetos de Ibo-Ucu tem levado a altercação considerável entre vários especialistas metalúrgicos e debates sobre o processo de produção real, que é uma declaração para o trabalho altamente desenvolvido e intrincado dos artistas antigos.
A composição das ligas metálicas utilizadas na produção do bronze é única, com um conteúdo de prata invulgarmente elevado e é distinta das ligas utilizadas na Europa, no Mediterrâneo ou noutros centros de bronze africanos. A origem do minério de metal usado para produzir o bronze foi localizada em antigas minas em Abakiliki cerca de 100 quilômetros de Ibo-Ucu.

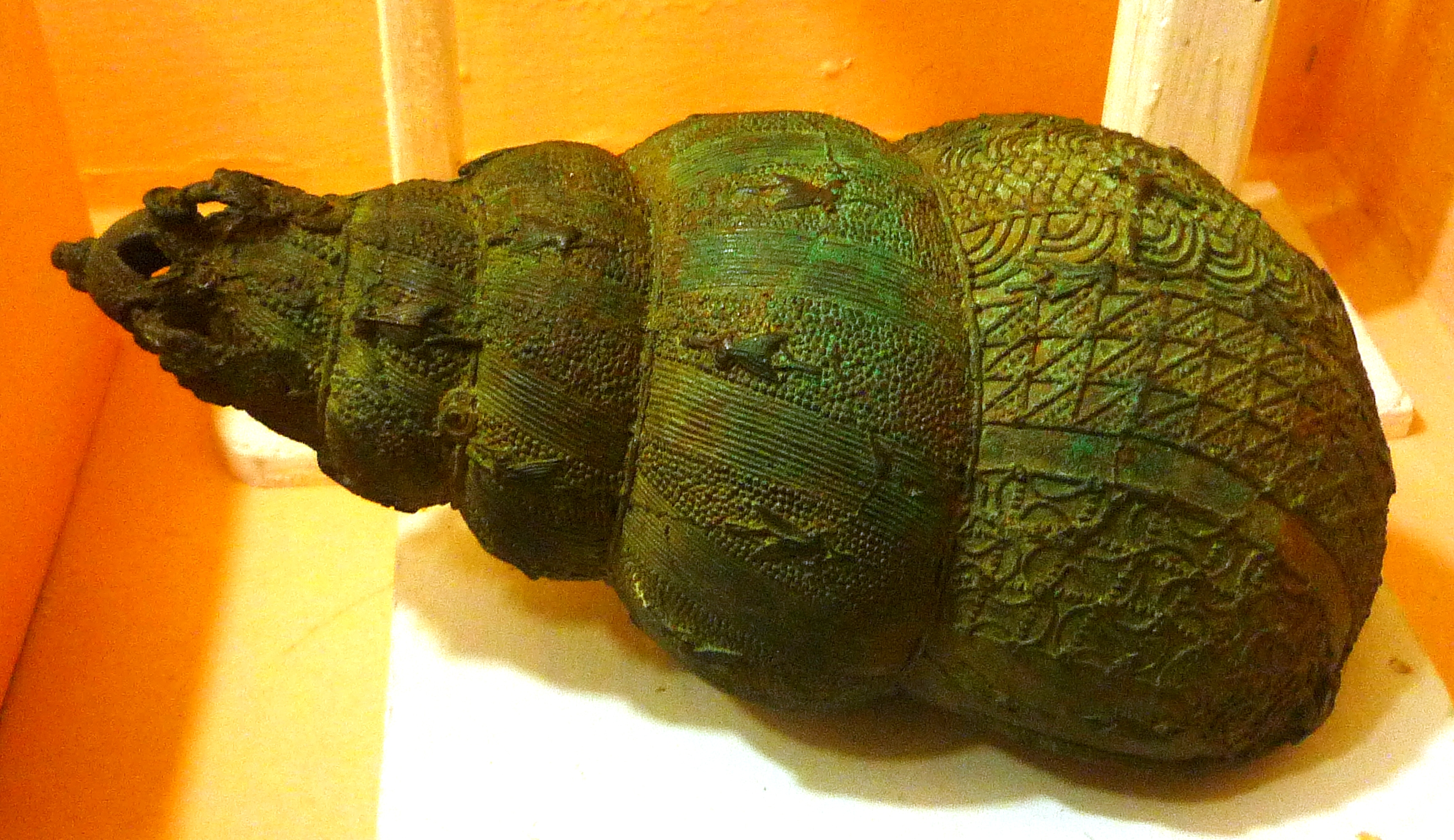
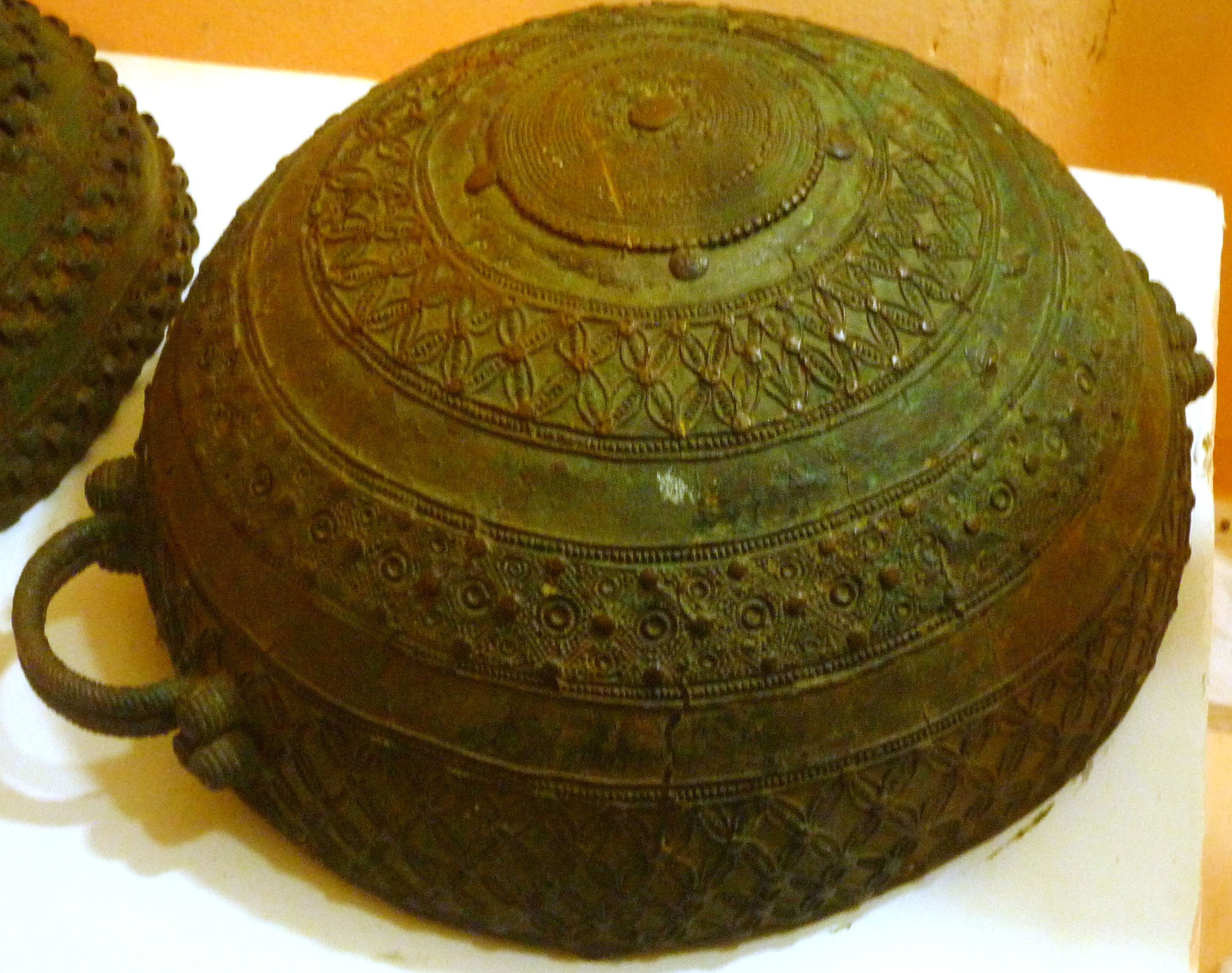
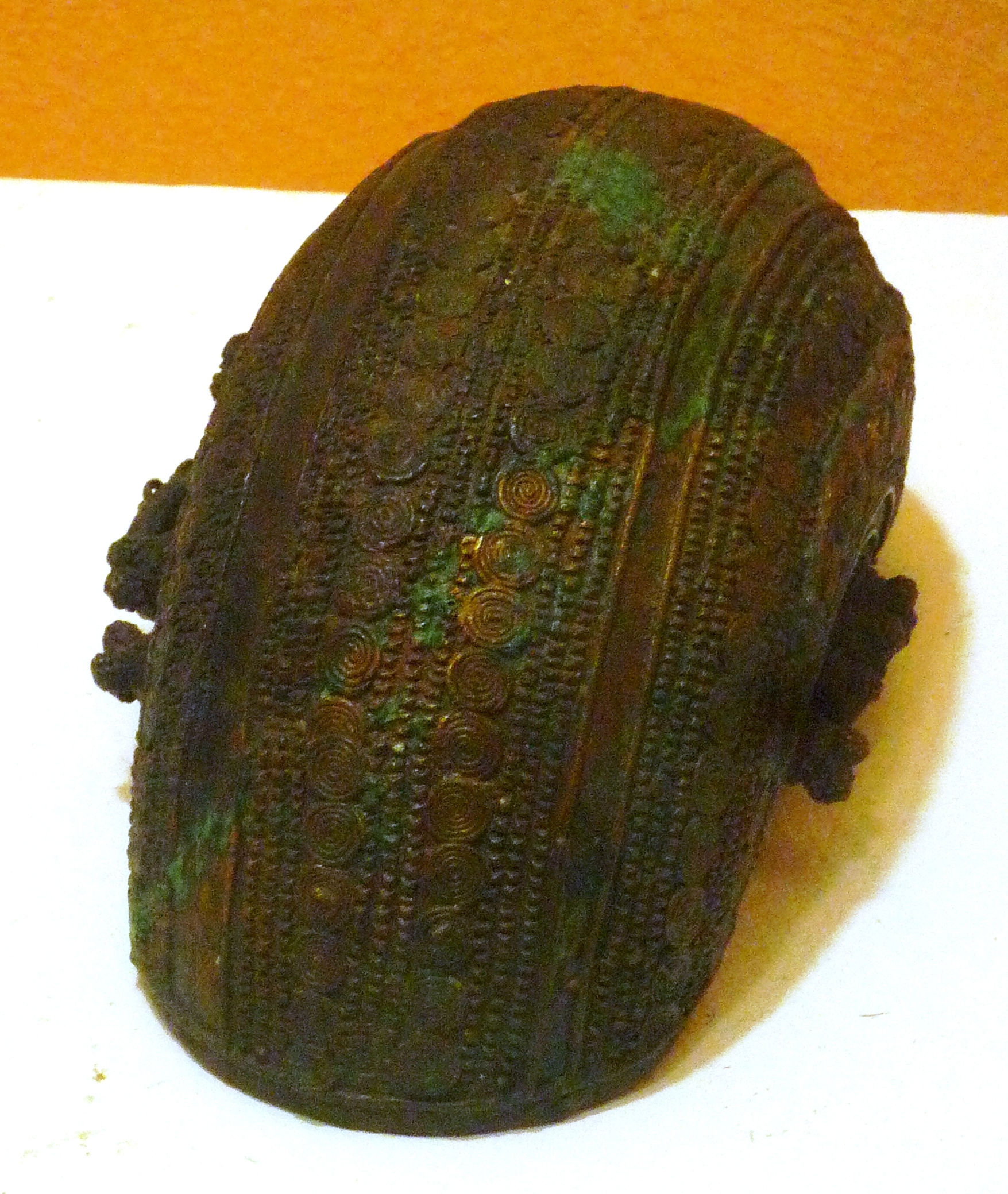
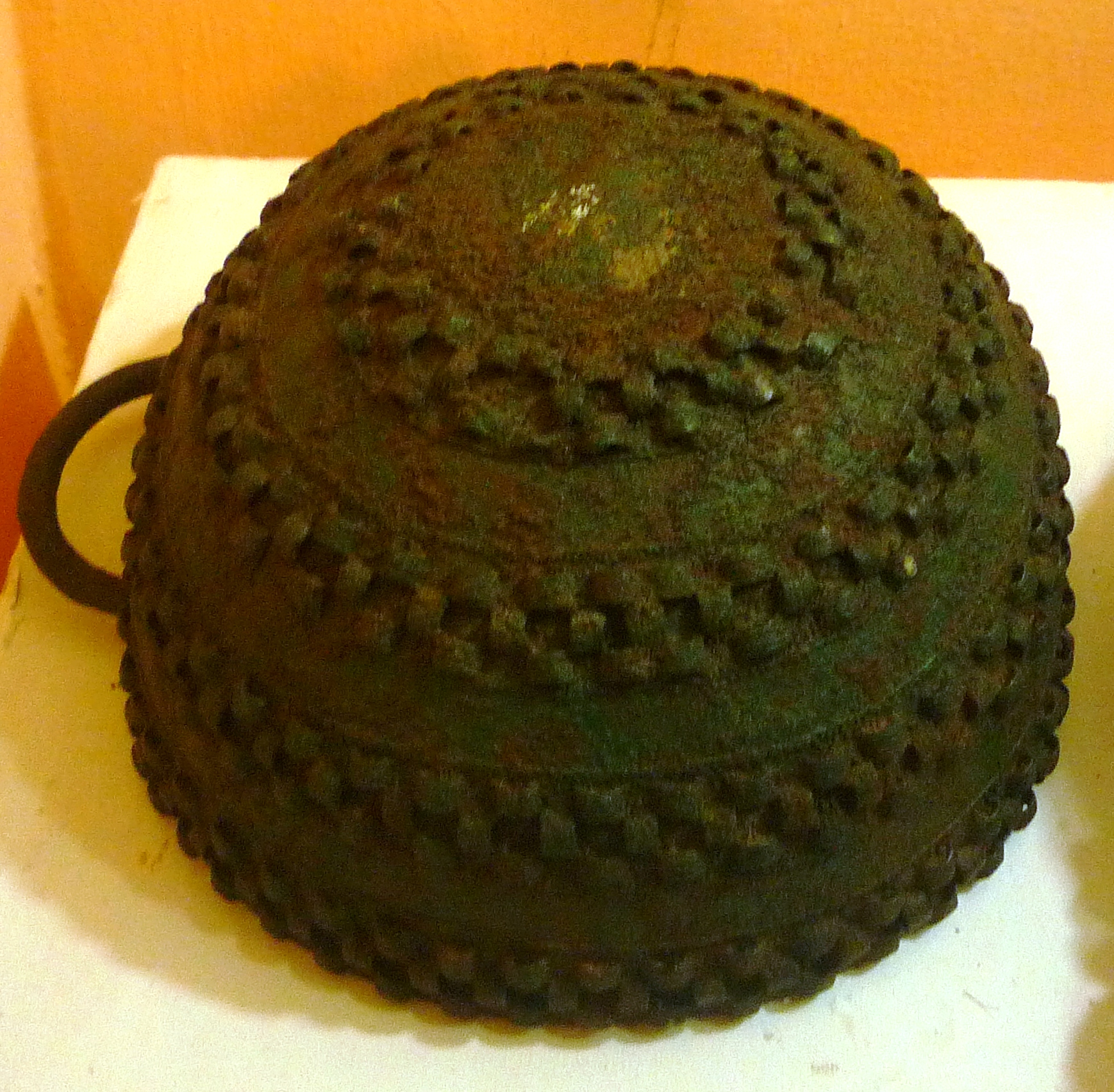
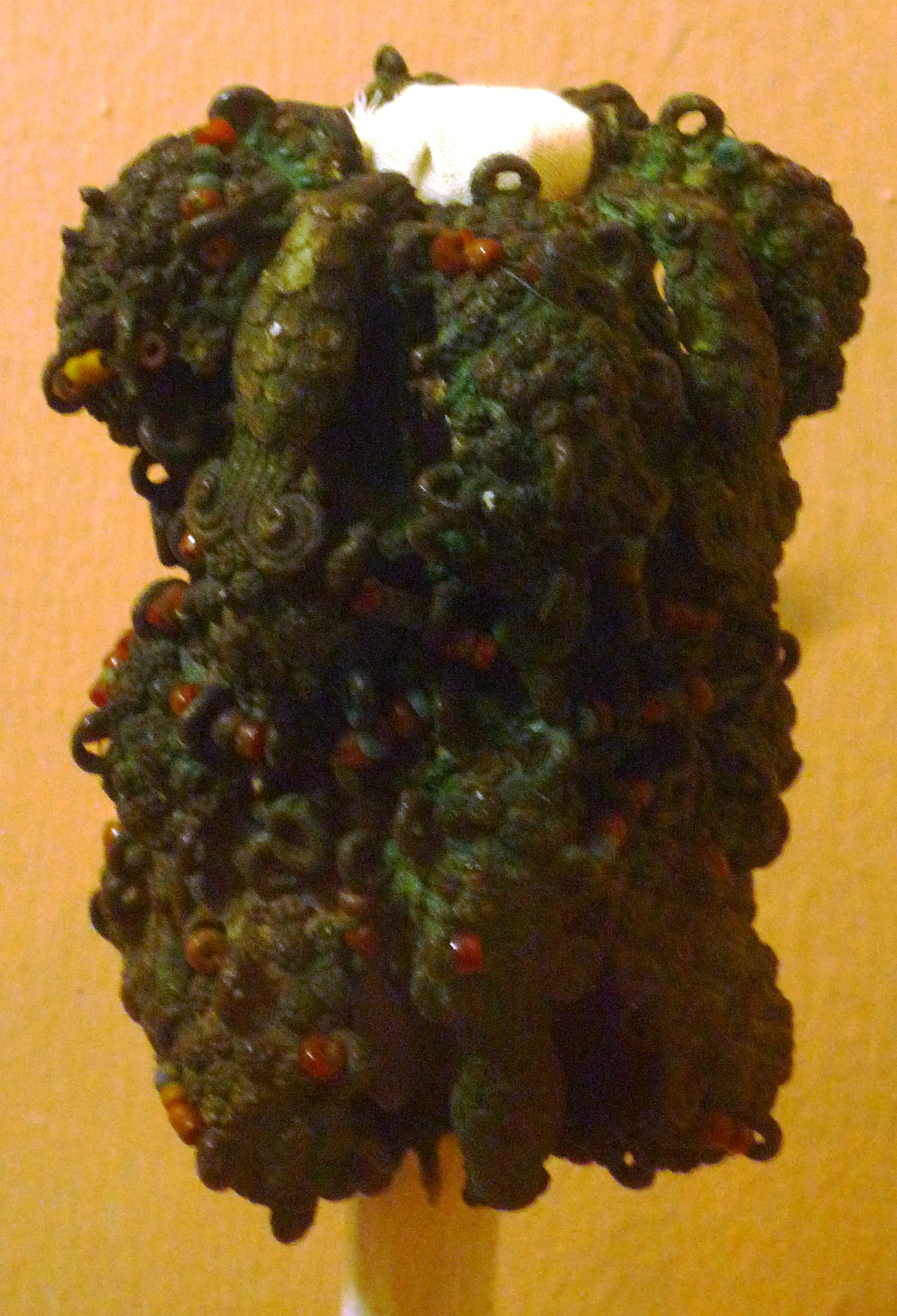
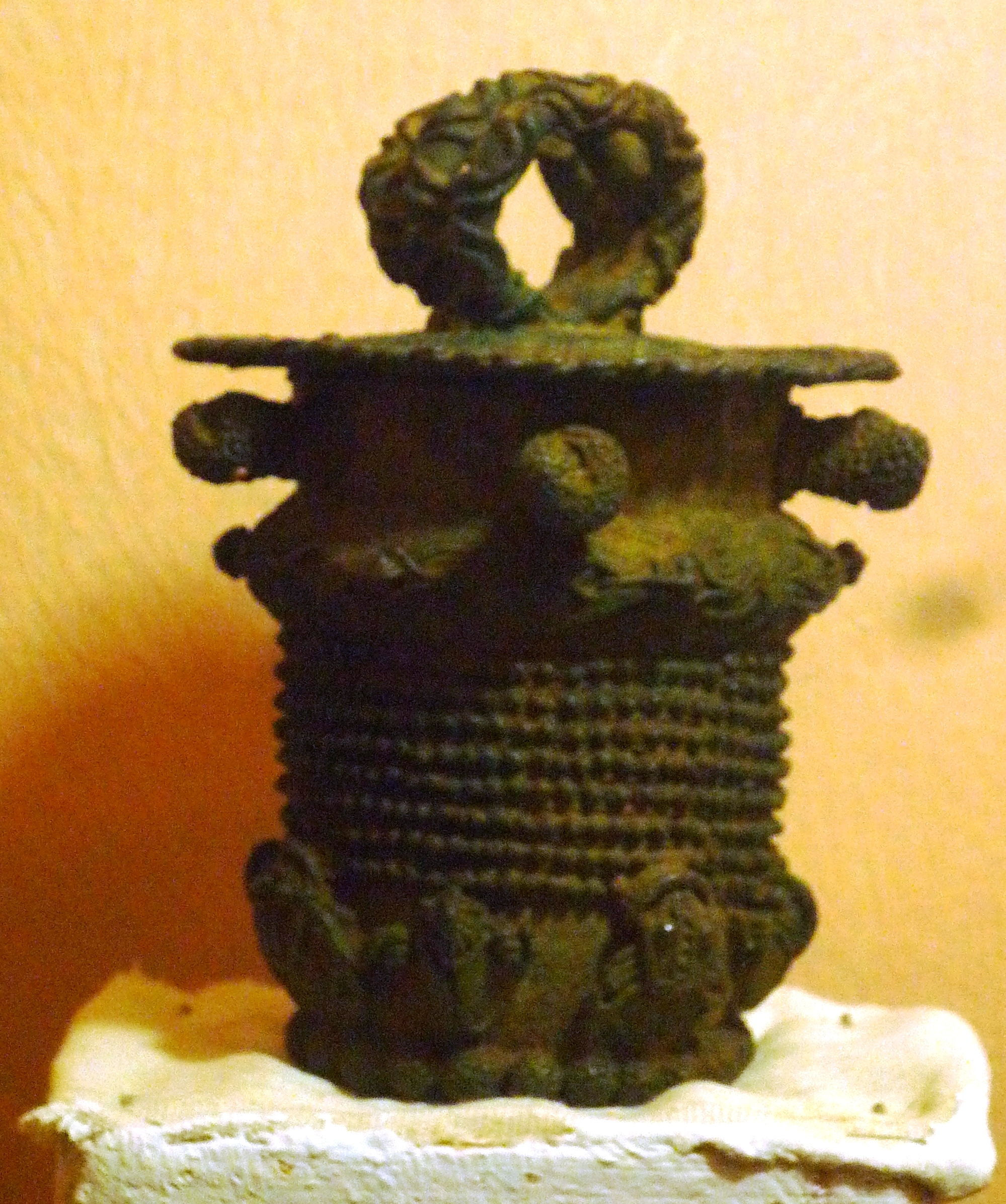